# Szakáts-kastély
A háromezer lelket számláló Bölcske község külterületén található Szentandráspuszta, itt áll az egykor birtokközpontként működő, sokáig Szakáts-kastélyként ismert Szent András-kastély (és ugyancsak itt található a Hanzély kastély is, amely ma szociális otthonként üzemel).

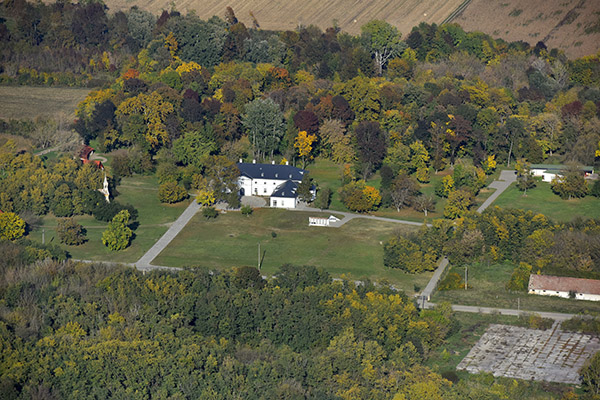
A Szent András-kastély Bölcskén madártávlatból

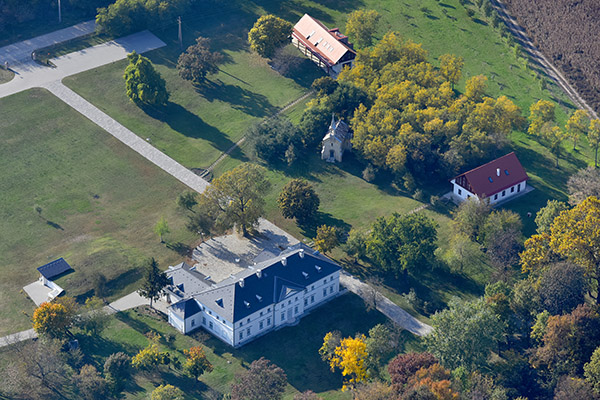
Bölcske, Szent András-kastély, légi fotó

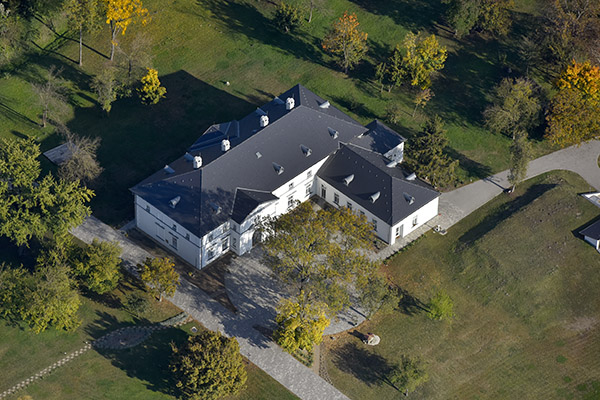
A bölcskei Szent András-kastély a levegőből

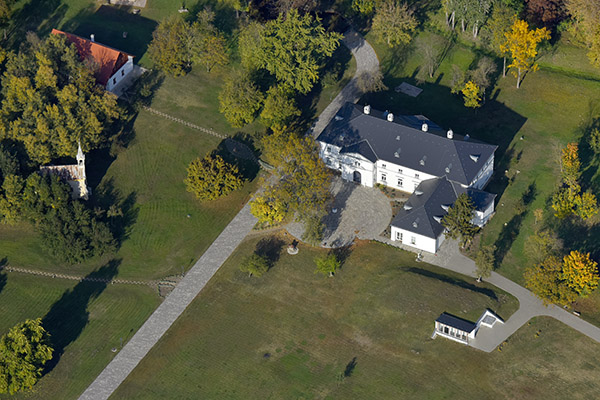
Szent András-kastély, légi felvétel (Bölcske)

## Története
A klasszicista stílusú kúriát a 19. század közepén építette a Nagy család. A birtok utolsó tulajdonosa az 1100 katasztrális holdon gazdálkodó Szakách Ernő országgyűlési képviselő, miniszteri tanácsos volt, aki elsősorban méneséről vált híressé. A tanácsos budapesti törzshelyén ismerkedett meg egy pincérfiúval, Molnár Gáborral, a későbbi híres világutazóval, aki akkor még mezőgazdasági pályáról álmodott. Az iskolát elvégezve Szakách felfogadta őt az andráspusztai birtokára intézőnek, a fiú később innen utazott el Brazíliába. A birtokról, az ottani életéről a Makk és jaguár című önéletrajzi kötetében ír: „Mint valami elvarázsolt kastély – nézek vissza a hatalmas platánokon túli sárga kúriára…”
Az épületre 1949 után a hazai kastélyok elkerülhetetlen sorsa várt: tsz-központot és szükséglakásokat alakítottak ki benne. Ironikus módon éppen ennek a hasznosításnak köszönhetően kerülte el a teljes pusztulást. A rendszerváltás után több vállalkozó próbálta újjáéleszteni a kastélyt, sikertelenül. A leromlott állapotú épületre így szinte az utolsó pillanatban talált rá Belasics Edit építész-közgazdász 2009-ben, aki megvásárolta, majd a magyar állam és az Európai Unió 400 millió forintos támogatásával felújította a kúriát.
A felújítás a jövő lehetőségei mellett a múlt nyomait is feltárta, a birtok területén ugyanis egy kelta falu maradványaira bukkantak. Az ásatások során kiderült, hogy a mostani vendégház közelében egykor három, lépcsőzetesen elhelyezett épület állhatott, de a feltárások során találtak még korongolt edénytöredékeket, cserépdarabokat, üveg karperecet és őrlőkövet is.
A kastély kertjében felszentelt kápolna áll. A Nagy család az 1860-as években építtette a romantikus stílusú kápolnát a birtokra. A mauzóleumnak szánt épület a történelem viharaival dacolva a mai napig áll, a kastéllyal ellentétben azonban nem újulhatott meg, hiszen bár a birtokon található, de a katolikus egyház tulajdonában van, rekonstrukciójához így a klérus engedélyére lenne szükség, ennek hiányában az épület azonban egyre csak halódik, pedig a tulajdonos mindent megtenne azért, hogy a kápolna visszanyerje eredeti állapotát. Remélhetőleg hamarosan a pusztulóban lévő kápolna méltó társa lesz a megújult Szent András-kastélynak.

## A 21. században
A Szent András-kastély 2015. május 20-án nyitotta meg kapuit. A kétszintes, családias hangulatú villa enteriőrjéért, a tulajdonos felel, ő válogatta össze az épület múltját megidéző antik bútordarabokat, de a Szakách család leszármazottaitól kapott képek, fotók, levelek és más régi tárgyak is a nemesi időszakra emlékeztetnek.
A főépületben kilenc kétágyas szobát alakítottak ki, de a két vendégházzal kiegészülve összesen akár ötven vendéget is el tudnak szállásolni. A kastély mögött egy régi angolparkból hét és fél hektáros parkerdőt alakítottak ki, ahol a vendégeket egy patak és két tó várja. Ezek partját platán- és szilfák övezik, a park legfőbb ékessége pedig a százötven éves, hatalmas páfrányfenyő, más néven Ginkgo biloba. A kúriában biodinamikus gazdálkodást folytatnak, százegy gyümölcsfát ültettek, epret, szedret, málnát és saját konyhakertet is létrehoztak, de tartanak kisállatokat is.